# كاميرون بوكانان (سياسي)
كاميرون بوكانان (بالإنجليزية: Cameron Buchanan)‏ هو سياسي بريطاني، ولد في 1946. حزبياً، نشط في الاسكتلنديون المحافظون ‏. وقد انتخب عضو البرلمان الاسكتلندي الرابع ‏ عن دائرة لوثيان ‏ وقد انضم خلال فترته النيابية ‏ (12 أغسطس 2013 – 24 مارس 2016) للكتلة البرلمانية الاسكتلنديون المحافظون ‏.